# Gerhard Althaus
Gerhard Althaus (* 24. April 1866 in Fallersleben; † 8. März 1946 in Wolfenbüttel) war ein deutscher evangelisch-lutherischer Geistlicher, Pastor und Missionar.

## Leben
Gerhard Althaus wurde als Sohn des Superintendenten von Fallersleben, August Althaus, in eine große niedersächsische Pastorenfamilie hineingeboren. So waren auch sein Bruder Paul Althaus der Ältere, sein Neffe Paul Althaus der Jüngere und sein Sohn Georg Althaus lutherische Theologen.
Nach seiner Schulbildung in Gütersloh, Helmstedt und Celle studierte er evangelische Theologie an den Universitäten in Tübingen, Leipzig und Göttingen.
Am 11. Mai 1892 wurde er nach einer persönlichen Anfrage von Direktor Karl von Schwartz Schüler des Leipziger Missionshauses (heute Leipziger Missionswerk) und lernte daraufhin am Seminar für Orientalische Sprachen in Berlin Swahili. Am 24. Mai 1893 erfolgte die Abordnung als Missionar in die damalige deutsche Kolonie Deutsch-Ostafrika (heute Tansania), wo er die deutsche evangelische Mission mitgründete. Im Juli 1894 legte er am Fuß des Kilimandscharo mit seinem Kollegen Traugott Päsler die Missionsstation Mamba an, die er in den folgenden Jahren leitete und mit seiner Familie bewohnte. Krankheitsbedingt musste er 1910 aus dem Missionsdienst ausscheiden.
Nach der Rückkehr nach Deutschland wurde Althaus Pfarrer in Stadtilm. Von 1915 bis 1927 war er Vorsteher des Marienstifts in Braunschweig. Er beschloss sein Berufsleben als Pfarrer von Barum und Cramme bei Wolfenbüttel.

## Werke
- Mamba - die Geschichte einer ev.-luth. Missionsstation am Kilimandscharo im einstigen Deutsch-Ostafrika von ihrer Gründung im Jahre 1894 bis Ende 1909. Persönliche Erinnerungen aus meiner Missionsarbeit. Manuskript, Franckesche Stiftungen zu Halle, Archiv des Evangelisch-Lutherischen Missionswerkes Leipzig e.V.[1]